# 启文书院 (聊城)
启文书院位于山东省聊城市东昌府区。清高宗乾隆三十九年(1774)，由知府胡德琳在孙家胡同的孙肇兴曾孙孙启淑的宅院上改建而成，因孙家宅院的厅堂被称为“启文堂”而名。
清高宗乾隆五十七年，知府张官五进一步将其建设完备。历史上江苏巡抚傅绳勋与翰林院编修朱学笃曾到此讲学。清德宗光绪二十八年，改为东昌府官立中学堂。1912年，改为东昌中学。1913年，又更山东省聊城第四中学。1914年，校名改为山东省立第二中学。1937年，因日军入侵而停止办学。1949年5月至2017年，启文书院旧址被改办为今聊城市实验小学。
2017年，小学搬迁至聊城市东昌府区站前南街68号，启文书院开始重建工程。2024年10月2日，揭牌成立启文书院，业务主管单位为聊城市社会科学界联合会。